# Skaterhockey-Oberliga 1992
Die Saison 1992 ist die 7. Spielzeit der Skaterhockey-Oberliga (auch Westdeutsche Oberliga, WOL), in der ein Deutscher Meister ermittelt wird. Ausrichter ist die Fachsparte Skaterhockey (FSH) im Deutschen Rollsport-Bund. Der Titelverteidiger Düsseldorf Rams wurde zum fünften Mal in Folge Deutscher Meister vor den Crash Eagles Kaarst.

## Teilnehmer
| Klub                   | Standort   | Vorjahr              |
| ---------------------- | ---------- | -------------------- |
| HC Köln-West           | Köln       | 5.                   |
| Kölner SC Vingst       | Köln       | 8.                   |
| Kölner SC Hawks        | Köln       | 6.                   |
| SU Coeln               | Köln       | 2. der Rheinlandliga |
| Bullskater Düsseldorf  | Düsseldorf | 2.                   |
| Düsseldorf Rams        | Düsseldorf | Deutscher Meister    |
| Crash Eagles Kaarst    | Kaarst     | 3.                   |
| SHC Koblenz-Metternich | Koblenz    | 7.                   |
| RSC Aachen             | Aachen     | 4.                   |

## Modus
Die Oberliga geht mit neun Mannschaften an den Start. Jede Mannschaft trifft in Hin- und Rückspiel auf jede andere Mannschaft. Für einen Sieg gibt es zwei Punkte, für ein Unentschieden einen Punkt. Bei Punktgleichheit zum Ende der Hauptrunde entscheidet der direkte Vergleich über die Rangfolge. Die Mannschaft, die die Saison auf dem ersten Platz beendet, ist Deutscher Meister. Die Mannschaft auf Rang neun steigt ab.

## Tabelle
|    | Mannschaft             | Sp                       | Tore                     | +/-                      | P                        |
| -- | ---------------------- | ------------------------ | ------------------------ | ------------------------ | ------------------------ |
| 1. | Düsseldorf Rams        | 14                       | 179:049                  | +130                     | 26:02                    |
| 2. | Crash Eagles Kaarst    | 14                       | 108:060                  | +048                     | 25:03                    |
| 3. | Bullskater Düsseldorf  | 14                       | 125:074                  | +051                     | 20:08                    |
| 4. | HC Köln-West           | 14                       | 114:073                  | +041                     | 17:11                    |
| 5. | RSC Aachen             | 14                       | 098:122                  | −024                     | 12:16                    |
| 6. | Kölner SC Hawks        | 14                       | 053:128                  | −075                     | 05:23                    |
| 7. | SHC Koblenz-Metternich | 14                       | 064:150                  | −086                     | 04:24                    |
| 8. | SU Coeln               | 14                       | 063:148                  | −085                     | 03:25                    |
| 9. | Kölner SC Vingst       | Rückzug nach einem Spiel | Rückzug nach einem Spiel | Rückzug nach einem Spiel | Rückzug nach einem Spiel |

## Aufsteiger
Die Skatetiger Düsseldorf steigen als Erster der Rheinlandliga auf.

## Rückzug
Der Kölner SC Vingst hat sich während der Saison nach einem absolvierten Spiel (1:8 Tore, 0:2 Punkte) zurückgezogen.

## Pokalsieger
Im Endspiel um den Deutschen Inline-Skaterhockey-Pokal 1992 gewannen die Düsseldorf Rams am 13. Dezember 1992 gegen die Bullskater Düsseldorf in Düsseldorf mit 12:10 nach Penaltyschießen.